# 四紋長角石蛾
四紋長角石蛾（学名：Macrostemum quinquepunctatum）为紋石蛾科長角石蛾屬下的一个种。